# Torbjørn Yggeseth
Torbjørn Yggeseth, född 18 juni 1934 i Asker, död 10 januari 2010, var en norsk backhoppare, pilot och idrottsledare.

## Karriär
Torbjørn Yggeseth fick sin första stora framgång i backhoppning då han vann skidflygningstävlingen i Kulm 1959, och blev samma år tilldelad Norska sportjournalisternas statyett och titeln Årets idrottare i Norge. Han blev nummer fem i OS 1960 i Squaw Valley. Yggeseth vann backhoppstävlingen i Holmenkollen 1963. I den Tysk-österrikiska backhopparveckan kom han på andraplats sammanlagd både 1962/1963 och 1963/1964. I OS 1964 i Innsbruck, då det första gången genomfördes i två backar i ett OS (normalbacken och stora backen), kom han på 14. och 28. plats.
Torbjørn Yggeseth blev tilldelad Holmenkollenmedaljen 1963 tillsammans med Pavel Koltjin, Alevtina Koltsjina och Astrid Sandvik.

## Senare karriär
Yggeseth fick utbildning inom flygvapenet och blev stridspilot. Han blev senare pilot och testflygare i SAS där han var tills han blev pensionär 1994.
Yggeseth var tillsammans med Per Jorsett sportkommentator i backhoppnings-NM i Skuibacken 1965. Där uttalade han: «... selv for Engan er det ikke moro å hoppe etter Wirkola». Det var första gången uttrycket nämndes. Sedan har uttrycket använts i Norge om något som nästan är omöjligt. Torbjørn Yggeseth var ledare för hoppsektionen i Internationella Skidförbundet (FIS) från 1982 till 2004. Hans åsikter om bland annat V-stilen och kvinnliga backhoppare var kontroversiellt.